# Ptiloglossa pretiosa
Ptiloglossa pretiosa là một loài Hymenoptera trong họ Colletidae. Loài này được Friese mô tả khoa học năm 1898.